# Пембеле, Тимоте
Тимоте́ Жозе́ф Пембеле́ (фр. Timothée Joseph Pembélé; родился 9 сентября 2002, Бомон-сюр-Уаз, Франция) — французский футболист, защитник клуба «Сандерленд», выступающий на правах аренды за клуб «Гавр».

## Биография
Тимоте — уроженец муниипалитета Бюмон-сюр-Уаз региона Иль-де-Франс. Футболом начинал заниматься в команде «Персан 03», в 13 лет перешёл в академию «ПСЖ». 4 июля 2018 года в возрасте 15 лет подписал с «парижанами» свой первый профессиональный контракт сроком на три года. Перед сезоном 2020/2021 был приглашён в основную команду, провёл подготовку к сезону, принимал участие в товарищеских матчах. 28 ноября 2020 года дебютировал в Лиге 1 поединком против «Бордо», который закончился со счётом 2:2. Тимоте вышел в стартовом составе, провёл на поле весь матч и стал автором автогола на 10-й минуте встречи.
Выступал за юношеские сборные Франции различных возрастов. Участвовал в чемпионате Европы 2019 среди юношей до 17 лет, где вместе со сборной дошёл до полуфинала, приняв участие во всех пяти встречах. Также принимал участие в чемпионате мира 2019 года среди юношей до 17 лет. Был основным защитником французской сборной, провёл на турнире шесть встреч, забил два мяча — на групповом этапе в ворота юношей из Южной Кореи и в четвертьфинале в ворота юношей из Испании. Вместе с командой стал обладателем бронзовых медалей.

## Достижения
«Пари Сен-Жермен»
- Чемпион Франции: 2022/23
- Обладатель Кубка Франции: 2020/21